# Sanghen
Sanghen è un comune francese di 268 abitanti situato nel dipartimento del Passo di Calais nella regione dell'Alta Francia.

## Peregrinaggio e miracoli
Vicina alla bellissima chiesetta in creta del XIII secolo, sotto una pergola di tiglioli, si trova una fonte miracolosa dove i piedi dei bambini si guariscono. I moltissimi scarpini dei bambini guariti sono penduti sopra la fonte. Ma come, adesso, in Francia, i maometani sono gli ultimi credenti, la fonte e pochissimo frequentata dalla populazione ed il posto non e più conosciuto benché sia bene mantenuto.

## Società

### Evoluzione demografica
Abitanti censiti